# Bill Bradley
William Warren "Bill" Bradley (Crystal City, Misuri, 28 de julio de 1943) es un exjugador de baloncesto estadounidense que jugó durante 10 temporadas en la NBA, todas ellas en los New York Knicks. También fue Senador de los Estados Unidos por Nueva Jersey y candidato a la presidencia, compitiendo con el Vicepresidente Al Gore por la nominación como candidato del Partido Demócrata en las Elecciones del año 2000.

## Trayectoria deportiva

### Universidad
Bradley eligió la Universidad de Princeton tras dejar el instituto, a pesar de que las universidades de la Ivy League no ofrecían becas deportivas. Allí fue tres veces elegido All-American y fue nombrado Jugador del Año en 1965. En su primer año anotó 57 tiros libres consecutivos sin fallo, un récord que no ha sido superado por jugador profesional o universitario alguno.
En su último año, llevó a su universidad a la Final Four de la NCAA, el mayor logro de los Tigers en su historia, acabando terceros detrás de UCLA y Michigan y siendo nombrado mejor jugador de la fase final del torneo.
En toda su carrera universitaria promedió 30,2 puntos por partido.

### Profesional
Después de completar sus estudios en la Universidad de Oxford, jugó una temporada en el Olimpia Milano de la Lega italiana, club con el que consiguió ganar la Copa de Europa en 1967. Regresó a Estados Unidos, donde los New York Knicks le habían elegido en la segunda posición del Draft de la NBA de 1965. Jugó durante 10 temporadas en la NBA, todas ellas en Nueva York, pero nunca llegó a ser el jugador que impresionó como universitario. Ayudó a su equipo a ganar dos anillos de campeón en los años 1970 y 1973, y terminó promediando 12,4 puntos y 3,4 asistencias por partido a lo largo de toda su carrera.

## Estadísticas de su carrera en la NBA

### Temporada regular
| Temporada | Edad | Equipo          | Liga | P   | TIT | MIN  | TC  | TCA  | %TC  | 3P | 3PA | %3P | TL  | TLA | %TL  | R.OF. | R.DEF. | REB | ASIS | ROB | TAP | PER | FP  | PTS  |
| 1967-68   | 24   | New York Knicks | NBA  | 45  |     | 19.4 | 3.2 | 7.6  | .416 |    |     |     | 1.7 | 2.3 | .731 |       |        | 2.5 | 3.0  |     |     |     | 3.1 | 8.0  |
| 1968-69   | 25   | New York Knicks | NBA  | 82  |     | 29.4 | 5.0 | 11.6 | .429 |    |     |     | 2.5 | 3.1 | .814 |       |        | 4.3 | 3.7  |     |     |     | 3.6 | 12.4 |
| 1969-70   | 26   | New York Knicks | NBA  | 67  |     | 31.3 | 6.2 | 13.4 | .460 |    |     |     | 2.2 | 2.6 | .824 |       |        | 3.6 | 4.0  |     |     |     | 3.3 | 14.5 |
| 1970-71   | 27   | New York Knicks | NBA  | 78  |     | 29.5 | 5.3 | 11.7 | .453 |    |     |     | 1.8 | 2.2 | .823 |       |        | 3.3 | 3.6  |     |     |     | 3.1 | 12.4 |
| 1971-72   | 28   | New York Knicks | NBA  | 78  |     | 35.6 | 6.5 | 13.9 | .465 |    |     |     | 2.2 | 2.6 | .849 |       |        | 3.2 | 4.0  |     |     |     | 3.3 | 15.1 |
| 1972-73   | 29   | New York Knicks | NBA  | 82  |     | 36.6 | 7.0 | 15.3 | .459 |    |     |     | 2.1 | 2.4 | .871 |       |        | 3.7 | 4.5  |     |     |     | 3.3 | 16.1 |
| 1973-74   | 30   | New York Knicks | NBA  | 82  |     | 34.3 | 6.1 | 13.6 | .451 |    |     |     | 1.8 | 2.0 | .874 | 0.7   | 2.4    | 3.1 | 3.0  | 0.5 | 0.3 |     | 3.4 | 14.0 |
| 1974-75   | 31   | New York Knicks | NBA  | 79  |     | 35.3 | 5.7 | 13.1 | .436 |    |     |     | 1.8 | 2.1 | .873 | 0.8   | 2.4    | 3.2 | 3.1  | 0.9 | 0.2 |     | 3.6 | 13.3 |
| 1975-76   | 32   | New York Knicks | NBA  | 82  |     | 33.0 | 4.8 | 11.0 | .433 |    |     |     | 1.6 | 1.8 | .878 | 0.6   | 2.3    | 2.9 | 3.0  | 0.8 | 0.2 |     | 3.1 | 11.1 |
| 1976-77   | 33   | New York Knicks | NBA  | 67  |     | 15.3 | 1.9 | 4.1  | .464 |    |     |     | 0.5 | 0.6 | .810 | 0.4   | 1.1    | 1.5 | 1.9  | 0.4 | 0.1 |     | 1.8 | 4.3  |
| Total     |      |                 | NBA  | 742 |     | 30.7 | 5.3 | 11.8 | .448 |    |     |     | 1.8 | 2.2 | .840 | 0.6   | 2.1    | 3.2 | 3.4  | 0.7 | 0.2 |     | 3.2 | 12.4 |

### Playoffs
| Temporada | Edad | Equipo          | Liga | P  | TIT | MIN  | TC  | TCA  | %TC  | 3P | 3PA | %3P | TL  | TLA | %TL   | R.OF. | R.DEF. | REB | ASIS | ROB | TAP | PER | FP  | PTS  |
| 1967-68   | 24   | New York Knicks | NBA  | 6  |     | 10.7 | 2.0 | 4.7  | .429 |    |     |     | 1.5 | 2.2 | .692  |       |        | 1.0 | 0.3  |     |     |     | 1.2 | 5.5  |
| 1968-69   | 25   | New York Knicks | NBA  | 10 |     | 41.9 | 6.5 | 14.1 | .461 |    |     |     | 3.0 | 3.9 | .769  |       |        | 7.3 | 4.0  |     |     |     | 3.8 | 16.0 |
| 1969-70   | 26   | New York Knicks | NBA  | 19 |     | 32.4 | 5.3 | 12.3 | .429 |    |     |     | 1.8 | 2.3 | .814  |       |        | 3.8 | 3.2  |     |     |     | 3.1 | 12.4 |
| 1970-71   | 27   | New York Knicks | NBA  | 12 |     | 30.7 | 4.7 | 11.0 | .424 |    |     |     | 1.2 | 1.6 | .737  |       |        | 3.4 | 3.6  |     |     |     | 3.3 | 10.5 |
| 1971-72   | 28   | New York Knicks | NBA  | 16 |     | 37.1 | 6.6 | 14.2 | .467 |    |     |     | 2.9 | 3.5 | .839  |       |        | 2.9 | 3.4  |     |     |     | 4.1 | 16.2 |
| 1972-73   | 29   | New York Knicks | NBA  | 17 |     | 34.5 | 5.8 | 13.0 | .448 |    |     |     | 2.4 | 2.9 | .800  |       |        | 3.4 | 2.6  |     |     |     | 3.5 | 14.0 |
| 1973-74   | 30   | New York Knicks | NBA  | 12 |     | 35.4 | 5.3 | 13.3 | .396 |    |     |     | 2.1 | 2.4 | .862  | 0.7   | 1.7    | 2.3 | 1.1  | 0.6 | 0.3 |     | 3.3 | 12.6 |
| 1974-75   | 31   | New York Knicks | NBA  | 3  |     | 29.3 | 3.0 | 8.0  | .375 |    |     |     | 0.7 | 0.7 | 1.000 | 1.3   | 1.7    | 3.0 | 2.0  | 0.7 | 0.0 |     | 1.7 | 6.7  |
| Total     |      |                 | NBA  | 95 |     | 33.3 | 5.4 | 12.3 | .438 |    |     |     | 2.1 | 2.6 | .805  | 0.8   | 1.7    | 3.5 | 2.8  | 0.6 | 0.2 |     | 3.3 | 12.9 |

## Logros personales
- Campeón Olímpico en Tokio 1964.

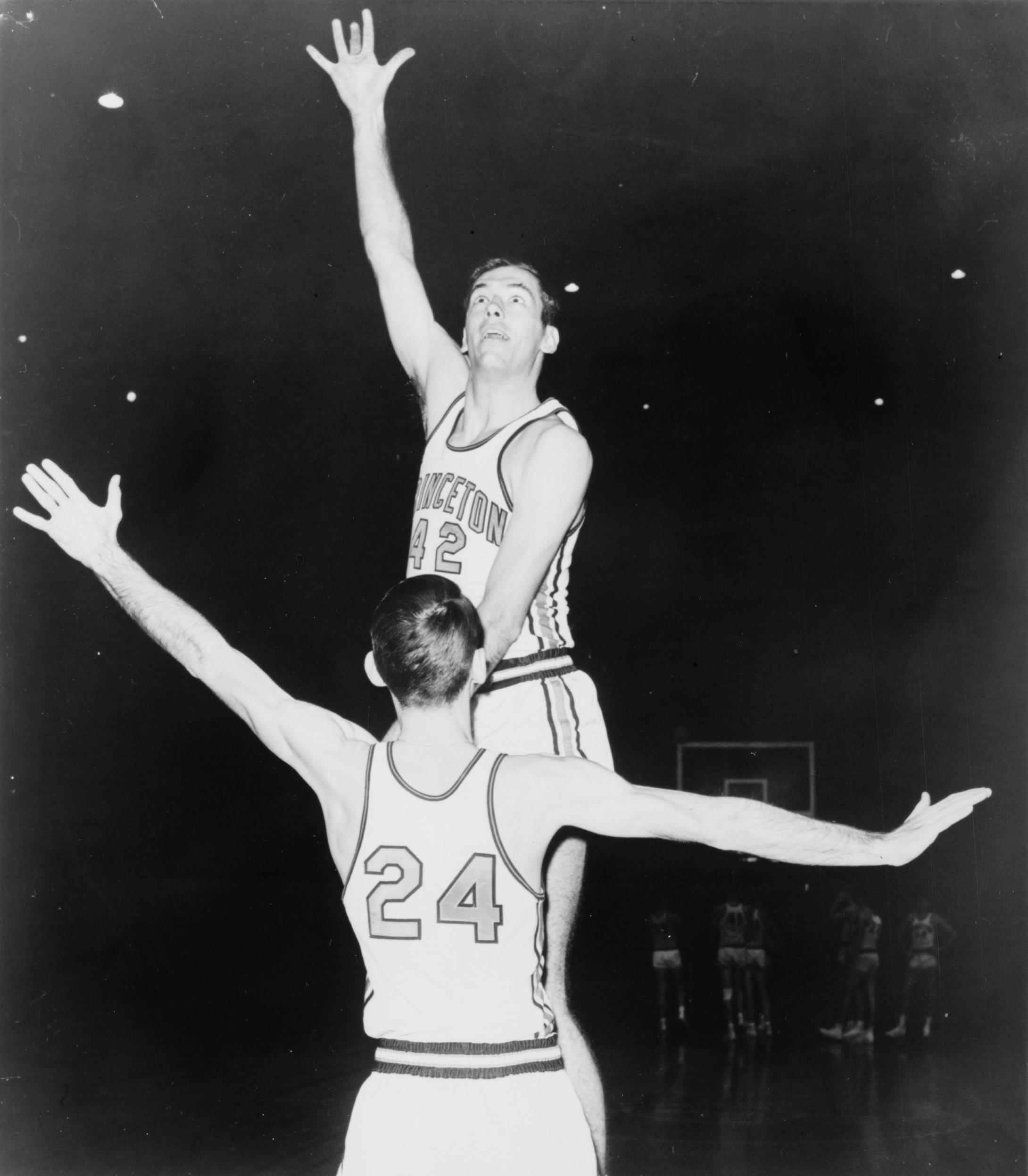
Bill Bradley en su etapa de baloncestista.

- Campeón de la Copa de Europa en 1965/66.
- All Star en 1973.
- 2 veces Campeón de la NBA en 1970 y 1973.
- Miembro del Basketball Hall of Fame en 1983.

## Senador de los Estados Unidos
Bill Bradley tiene una licenciatura en Historia de América de la Universidad de Princeton y una maestría de la Universidad de Oxford, donde fue becario Rhodes. Es autor de siete libros sobre la política estadounidense, la cultura y la economía.
Nada más terminar su carrera deportiva, inició la política en el estado de Nueva Jersey, en 1978, ganando su puesto en el Senado de los Estados Unidos con un 55% de los votos. En ocasiones rompió la estrategia de su partido apoyando al entonces presidente Ronald Reagan por convicción propia.
En el año 2000 aspiró a la presidencia del Partido Demócrata que le hubiera supuesto ser el candidato de su partido a Presidente de los Estados Unidos, pero fue derrotado por Al Gore.
En 1989 recibió el premio de la libertad de la Fundación Max Schmidheiny.